# Calle 219 (línea White Plains Road)
Calle 219 es una estación local en la línea White Plains Road del Metro de Nueva York de la división A del Interborough Rapid Transit Company (IRT). La estación se ubica en Allerton, Bronx entre la Calle 219 Este y White Plains Road. La estación es utilizada por los trenes de los servicios  y . 